# نيكولاس فاسكيز
نيكولاس فاسكيز (بالإسبانية: Nicolás Vázquez)‏ هو مغني ومقدم تلفزيوني وممثل أرجنتيني، ولد في 12 يونيو 1977 ببوينس آيرس في الأرجنتين.

## وصلات خارجية
- نيكولاس فاسكيز على موقع IMDb (الإنجليزية)
- نيكولاس فاسكيز على موقع قاعدة بيانات الفيلم (الإنجليزية)